# Câble catégorie 7
Pour les articles homonymes, voir Câble.

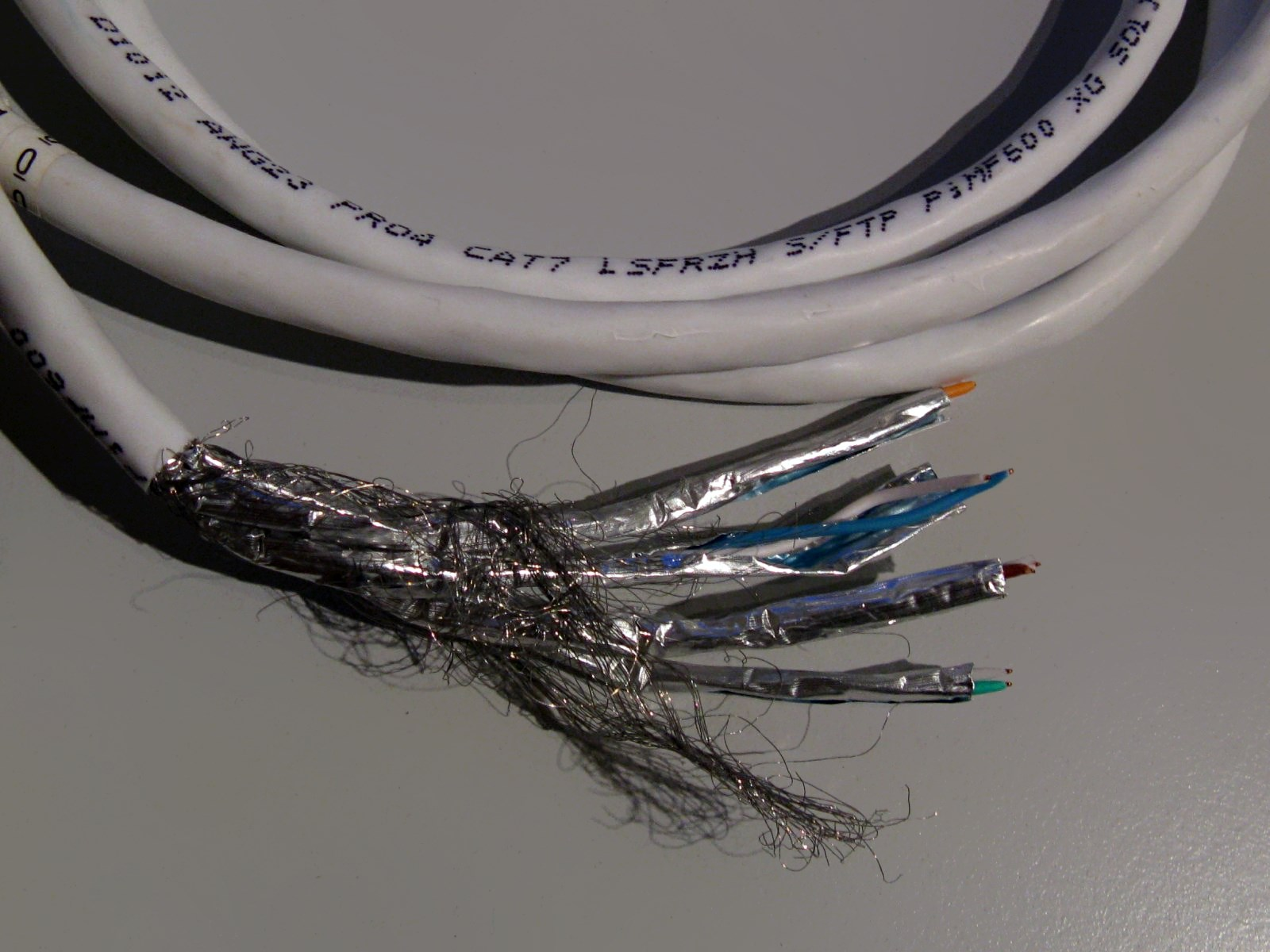
Câble catégorie 7.

Le câble catégorie 7 de classe F est spécifié par la norme ISO/CEI 11801:2002 qui est relative au câblage de type Ethernet. Celui-ci est partiellement compatible avec les câbles catégorie 5 et 6 et permet la transmission de données à des débits allant jusqu'à 10 Gbit/s et normalisé à des fréquences allant jusqu'à 600 MHz.

## Description
Le câble catégorie 7 présente quatre paires torsadées blindées individuellement et collectivement afin de réduire les phénomènes parasitaires liés à la diaphonie. Le blindage est au minimum constitué d'un écran rubané généralement en aluminium (F/FTP).
Quelques connecteurs RJ 45 existent aujourd'hui (en 2019). Seuls 3 connecteurs cuivre sont validés en catégorie 7, il s'agit des connecteurs GG45 (CEI 60603-7-7), TERA (CEI 61076-3-104) et ARJ45 (CEI 61076-3-110). Ces derniers assurent une rétrocompatibilité avec une connectique RJ45 en catégorie 6a et inférieure, soit de façon native au sein du connecteur (mécanisme interne lors de l'insertion d'un cordon RJ45) soit par l'utilisation d'un cordon changeur de genre. À noter qu'il n'y a, à l'heure actuelle, aucun équipement réseau qui utilise les connectiques GG45, TERA, ou ARJ45.

## Évolution
Category 7a (ou Augmented Category 7) est défini pour des fréquences allant jusqu'à 1 000 MHz,,. Les résultats des tests ont montré que la vitesse de 40 gigabit Ethernet est possible sur 50 mètres et 100 gigabit Ethernet sur 15 mètres. Mohsen Kavehrad et les chercheurs de The Pennsylvania State University pensent que les circuits de 32 nm ou 22 nm permettront des vitesses de 100 gigabit Ethernet sur 100 mètres,.
En juin 2010, l'IEEE a ratifié le standard 802.3ba concernant les 40 et 100 gigabit Ethernet. La catégorie 7a n'a pas été retenue comme solution et n'est donc pas compatible.